# Neopalame cretata
Neopalame cretata är en skalbaggsart som beskrevs av Monné och Delfino 1980. Neopalame cretata ingår i släktet Neopalame och familjen långhorningar. Inga underarter finns listade i Catalogue of Life.